# Lekkoatletyka na Igrzyskach Południowego Pacyfiku 1999
Lekkoatletyka na Igrzyskach Południowego Pacyfiku 1999 – zawody lekkoatletyczne podczas Igrzysk Południowego Pacyfiku w Hagåtñie.

## Rezultaty

### Mężczyźni
| Konkurencja                        |                                                                                     | Wynik    |                                                                            | Wynik    |                      | Wynik    |
| ---------------------------------- | ----------------------------------------------------------------------------------- | -------- | -------------------------------------------------------------------------- | -------- | -------------------- | -------- |
| Bieg na 100 metrów                 | Moave Vu                                                                            | 10,73    | Saula Roko                                                                 | 10,78    | Jone Delai           | 10,79    |
| Bieg na 200 metrów                 | Aminiasi Babitu                                                                     | 21,50    | Roman Cress                                                                | 21,89    | Varo Varo            | 21,99    |
| Bieg na 400 metrów                 | Aminiasi Babitu                                                                     | 46,88    | Jeffrey Bai                                                                | 47,15    | Clement Abai         | 47,41    |
| Bieg na 800 metrów                 | Isireli Naikelekelevesi                                                             | 1:49,54  | Clement Abai                                                               | 1:51,13  | Savenaca Lutumailagi | 1:51,37  |
| Bieg na 1500 metrów                | Isireli Naikelekelevesi                                                             | 3:59,01  | Anthony Quan                                                               | 4:00,15  | Neil Weare           | 4:01,90  |
| Bieg na 5000 metrów                | Georges Richmond                                                                    | 15:14,97 | Brent Butler                                                               | 15:32,13 | Primo Higa           | 15:41,65 |
| Bieg na 10 000 metrów              | Georges Richmond                                                                    | 32:37,64 | Brent Butler                                                               | 33:06,87 | Primo Higa           | 33:29,57 |
| Maraton                            | Georges Richmond                                                                    | 2:32:08  | Jacky Brillant                                                             | 2:43:52  | Tutea Degage         | 2:46:42  |
| Bieg na 3000 metrów z przeszkodami | Primo Higa                                                                          | 9:38,60  | Tawai Keiruan                                                              | 9:45,23  | Morris Manai         | 9:49,23  |
| Bieg na 110 metrów przez płotki    | Jovesa Naivalu                                                                      | 14,32    | Avele Tanielu                                                              | 14,76    | Joseph Rodan II      | 14,83    |
| Bieg na 400 metrów przez płotki    | Ivan Wakit                                                                          | 51,47    | Jovesa Naivalu                                                             | 51,67    | Mowen Boino          | 52,81    |
| Skok wzwyż                         | Stéphane Gouberaite                                                                 | 2.05     | Lorima Vunisa                                                              | 2.02     | Nathan Suaʻmene      | 2.02     |
| Skok o tyczce                      | Jean-Bernard Harper                                                                 | 4,55     | Thibaut Cattiau                                                            | 4,45     | Christil Guiot       | 4,35     |
| Skok w dal                         | Frédéric Erin                                                                       | 7,45     | Gabriele Qoro                                                              | 7,29     | Cédric Obertan       | 7,19     |
| Trójskok                           | Frédéric Erin                                                                       | 15,44    | Apolosi Foliaki                                                            | 14,86    | Joseph Prasad        | 14,61    |
| Pchnięcie kulą                     | Rocky Vaitanaki                                                                     | 17,30    | Jean-Pierre Totélé                                                         | 16,22    | Aukusitino Hoatau    | 15,78    |
| Rzut dyskiem                       | Jean-Pierre Totélé                                                                  | 51,87    | Daniel Kilama                                                              | 48,98    | Aukusitino Hoatau    | 47,67    |
| Rzut młotem                        | Laurent Pakihivatau                                                                 | 60,26    | Soane Lakafia                                                              | 54,06    | Brentt Jones         | 53,84    |
| Rzut oszczepem                     | James Goulding                                                                      | 74,13    | Vitolio Tipotio                                                            | 73,01    | Fapiano Liufai       | 70,61    |
| Dziesięciobój                      | Joseph Rodan II                                                                     | 6343     | Sekona Vi                                                                  | 6044     | Hendrey Ah Tchoy     | 5811     |
| Chód na 20 kilometrów              | Dip Chand                                                                           | 1:55:18  | Pradeep Chand                                                              | 1:59:33  | Manohar Maharaj      | 2:15:03  |
| Sztafeta 4 × 100 metrów            | Fidżi · Moave Vu · Anare Ragiagia · Saula Roko · Jone Delai                         | 40,48    | Papua-Nowa Gwinea · Elias Roboam · Alan Akia · Junias Irima · Varo Varo    | 41,28    | Nowa Kaledonia       | 41,86    |
| Sztafeta 4 × 400 metrów            | Fidżi · Henry Rogo Semiti · Aminiasi Babitu · Remesio Namara · Savenaca Lutumailagi | 3:09,76  | Papua-Nowa Gwinea · Clement Abai · Mowen Boino · Elias Roboam · Ivan Wakit | 3:14,47  | Polinezja Francuska  | 3:20,62  |

### Kobiety
| Konkurencja                     |                                                                             | Wynik    |                                                                              | Wynik    |                           | Wynik    |
| ------------------------------- | --------------------------------------------------------------------------- | -------- | ---------------------------------------------------------------------------- | -------- | ------------------------- | -------- |
| Bieg na 100 metrów              | Litiana Miller                                                              | 11,92    | Josivini Maria                                                               | 12,21    | Siulolo Liku              | 12,27    |
| Bieg na 200 metrów              | Laurence Upigit                                                             | 24,88    | Litiana Miller                                                               | 25,04    | Mary-Estelle Kapalu       | 25,16    |
| Bieg na 400 metrów              | Mary-Estelle Kapalu                                                         | 54,30    | Ann Mooney                                                                   | 56,91    | Helen Muga                | 57,44    |
| Bieg na 800 metrów              | Karolina Tanono                                                             | 2:16,76  | Mary-Estelle Kapalu                                                          | 2:18,33  | Ann Mooney                | 2:19,92  |
| Bieg na 1500 metrów             | Salome Tabuatalei                                                           | 4:56,00  | Debbie Cardenas                                                              | 4:57,71  | Lily-Beth Hunai           | 4:59,49  |
| Bieg na 5000 metrów             | Teroro Meyer                                                                | 18:46,35 | Salome Tabuatalei                                                            | 18:47,78 | Debbie Cardenas           | 18:48,21 |
| Bieg na 10 000 metrów           | Salome Tabuatalei                                                           | 40:38,83 | Annick Robin                                                                 | 40:41,73 | Nadia Malki               | 40:50,17 |
| Maraton                         | Laure-Hina Grepin                                                           | 3:15:11  | Susan Seay                                                                   | 3:15:52  | Annick Robin              | 3:18:17  |
| Bieg na 100 metrów przez płotki | Siulolo Liku                                                                | 14,35    | Véronique Boyer                                                              | 14,85    | Albertine Teriierooiterai | 15,10    |
| Bieg na 400 metrów przez płotki | Mary-Estelle Kapalu                                                         | 58,90    | Apikali Kainoco                                                              | 62,25    | Laisa Dibuka              | 63,56    |
| Skok wzwyż                      | Angela Way                                                                  | 1,76     | Laurence Upigit                                                              | 1,76     | Véronique Boyer           | 1,61     |
| Skok o tyczce                   | Iowana Vakaloloma                                                           | 2,40     | Wakalane Boula                                                               | 2,40     | Rosemai Poilagi           | 2,40     |
| Skok w dal                      | Siulolo Liku                                                                | 5,99     | Laurence Upigit                                                              | 5,90     | Véronique Boyer           | 5,54     |
| Trójskok                        | Laurence Upigit                                                             | 12,95    | Véronique Boyer                                                              | 12,36    | Siulolo Liku              | 11,86    |
| Pchnięcie kulą                  | Lisa Misipeka                                                               | 15,13    | Maria Disolokai                                                              | 14,49    | Pamela Ferland            | 13,37    |
| Rzut dyskiem                    | Lisa Misipeka                                                               | 46,00    | Melehifo Uhi                                                                 | 44,33    | Marie-Christine Fakaté    | 43,93    |
| Rzut młotem                     | Lisa Misipeka                                                               | 63,39    | Pamela Ferland                                                               | 48,22    | Patricia Suta             | 42,72    |
| Rzut oszczepem                  | Linda Polelei                                                               | 48,82    | Rosemai Poilagi                                                              | 46,14    | Sisilia Lau               | 44,62    |
| Siedmiobój                      | Véronique Boyer                                                             | 4523     | Lata Manoa                                                                   | 4215     | Apikali Kainoco           | 4090     |
| Chód na 20 kilometrów           | Angela Keogh                                                                | 1:58:32  | Deepika Chand                                                                | 2:48:25  | -                         |          |
| Sztafeta 4 × 100 metrów         | Nowa Kaledonia                                                              | 47,85    | Papua-Nowa Gwinea · Helen Muga · Monica Jonathon · Mary Unido · Della Marava | 47,93    | Tonga                     | 48,72    |
| Sztafeta 4 × 400 metrów         | Papua-Nowa Gwinea · Helen Muga · Monica Jonathon · Mary Unido · Anne Mooney | 3:55,96  | Nowa Kaledonia                                                               | 4:01,96  | Polinezja Francuska       | 4:04,19  |